# НСУ-Пип 34 ПС
НСУ-Пип 34 ПС и НСУ-Пип 50 ПС био је аутомобил више средње класе произведен између 1906. и 1910. године од стране немачког произвођача аутомобила НСУ у њиховој фабрици у Некарсулму, по лиценци белгијског прозвођача Пип. Ови модели су били први аутомобили које је произвео НСУ.
НСУ цеви 34 кс и 50 кс НСУ је цев била аутомобила горње средње класе који је саградио Некарсулм бицикл Верке Актиенгеселлсцхафт у 1905. и 1906. под лиценцом од белгијског произвођач аутомобила цеви. Ови модели су били први је у НСУ аутомобила. Мотор у слабијем извођењу водом хлађен је блок мотора четири цилиндра и запремине 3768 цм³ (Пречник к ход = 100 × 120 мм), тхе (25 кВ) 34 ПС маде. Јача верзија је имала сличан мотор са 8290 ццм капацитета (Боре к строке = 135 × 145 мм), која (37 кВ), 50 USB направљен. Оба мотора имају двојно паљење (магнет и батерија), аутоматско централно подмазивање изнад вентила. Снага мотора се преноси преко коже конусним квачила, је пренос четири брзине са правом монтиран промене капија и ланац на задњим точковима. Међуосовинско растојање аутомобила био је 3000-3200 мм, ширина 1450 мм, њихов траг. Највећа брзина је око 85 км/ч. У 1906. године 15/24 ПС заменити оба модела.
Аутомобил је покретао четвороцилиндрични мотор, запремине 3768 цм³ (пречник х ход = 100 × 120 мм), снаге 25 kW (34 КС). Јача верзија је имала сличан мотор са запремином 8290 цм³ (Пречник х ход = 135 × 145 мм) и снагом од 37 kW (50 КС). Оба мотора имају двојно паљење (магнет и батерија), аутоматско централно подмазивање. Снага мотора се преносила преко конусног квачила, четворобрзинског мењача и ланца на задње точкове.
Међуосовински растојање је било 3000-3200 мм, размак точкова 1450 мм, и максимална брзина око 85 км/ч.
Аутомобил је произведен са различитим обликом каросерије дупли фетон, Roi-des-Belges, ландо или лимузина. 1906. године НСУ-Пип 15/24 ПС заменио је оба модела.